# 吴健中
吴健中（1929年10月—2012年4月），原名吴铸德，曾用名吴庆承，男，江苏苏州人，中国系统工程专家，曾任上海交通大学教授、博士生导师